# Leymus multicaulis
Leymus multicaulis là một loài thực vật có hoa trong họ Hòa thảo. Loài này được (Kar. & Kir.) Tzvelev mô tả khoa học đầu tiên năm 1960.